# Arnaud Dornon
Arnaud Gabriel Gérard Dornon (Bordeaux, 22 ottobre 1889 – Laurède, 23 marzo 1977) è stato un ammiraglio francese, comandante dell'arsenale di Tolone all'atto dell'invasione tedesca della Francia di Vichy. Fu lui, insieme al viceammiraglio Jean de Laborde, ad impartire gli ordini per l'autoaffondamento della flotta al fine di impedirne la cattura da parte dei tedeschi.

## Biografia
Nacque a Bordeaux (Gironda) il 22 ottobre 1889, figlio di François e Louise Dorot. Entrò nella Marine Nationale, assegnato all'Ecole Navale, il 1 ottobre 1908, è nominato aspirante guardiamarina il 5 ottobre 1911 presso il porto di Brest. Il 1 gennaio 1912 si imbarcò sulla nave da battaglia République, (Cdt Jules Kéreudren) appartenente alla 2ª Squadra. Promosso alfiere il 5 ottobre 1913, fu assegnato all'incrociatore corazzato Bruix (Cdt Joseph Delage), appartenente al distaccamento navale del Levante. Promosso tenente di vascello il 9 luglio 1918, ottenne poi il brevetto di ufficiale di artiglieria.
In servizio al porto di Brest dal 1 gennaio 1921, ottenne la Croce di Cavaliere della Legion d'onore il 4 ottobre dello stesso anno, e fu poi promosso capitano di corvetta il 2 luglio 1927.  Divenne comandante della torpediniera Adroit il 10 luglio 1928, con cui partecipò ad una missione nelle acque norvegesi insieme alla torpediniera Lynx (luglio 1929), e fu promosso capitano di fregata il 3 maggio 1931.
Dal 1° gennaio 1932 fu in servizio al porto di Brest, e fu nominato Ufficiale della Legion d'onore. Dal 1932 al 1934 comandò la Scuola fucilieri di marina di Lorient. Il 29 ottobre 1934 divenne comandante della torpediniera Tramontane, e il 1° ottobre 1935 assunse il comando della torpediniera Brestois. Promosso capitano di vascello il 10 giugno 1937. Nominato comandante dell'incrociatore posamine Pluton a Tolone, l'8 giugno 1938, al comando del battaglione di fucilieri di marina, prese parte alla parata militare in onore dei sovrani britannici a Versailles. Promosso contrammiraglio il 23 giugno 1942, assunse il comando dell'Arsenale di Tolone. Quando alle 5:20 del 27 novembre 1942 le truppe tedesche irruppero nella base navale di Tolone (Operazione Lila), catturando in Prefetto marittimo André Marquis, egli insieme al comandante della Force de Haute Mer, viceammiraglio Jean de Laborde che si trovava a bordo dell'incrociatore da battaglia Strasbourg, impartì per radio e per telefono i necessari ordini per l'autoaffondamento della flotta.
Nel 1944, insignito del titolo di Commendatore della Legion d'onore,  fu messo nella seconda sezione degli ufficiali generali dal governo di Vichy, su autorizzazione del contrammiraglio Henri Bléhaut, Sottosegretario di stato alla Marina e alle Colonie. Si spense a Laurède (Landes) il 23 marzo 1977.